# Граундхоппинг
Граундхоппинг (англ. groundhopping) — хобби, которое предполагает посещение максимального количества стадионов во время проведения футбольных матчей. Главная цель — это посещение как можно большего количества футбольных матчей на как можно большем количестве стадионов.

## История
История граундхоппинга берёт свое начало в 1970-х годах в Англии, где футбольные болельщики начали посещать стадионы не только ради поддержки своих клубов, но и ради самого процесса — увидеть как можно больше футбольных арен. Это увлечение быстро росло в популярности, и в 1974 году болельщик «Бристоль Сити» впервые предложил идею создания сообщества для таких путешественников. Его письмо в журнал Football League Review стало отправной точкой для формирования организованного движения футбольных путешественников.
В 1977 году два фаната «Колчестер Юнайтед» завершили своеобразный «квест», посетив все 92 стадиона, на которых проводились матчи команд из четырех высших дивизионов Англии — Премьер-лиги и Футбольной лиги Англии. Это достижение привлекло внимание прессы, и в 1978 году был создан Клуб 92 — первая официальная организация граундхопперов, объединившая на тот момент 39 человек. Целью клуба было посещение матчей на всех 92 стадионах профессиональных футбольных клубов Англии, и это правило сохраняется по сей день. Рекордное достижение принадлежит Кену Феррису, который в сезоне 1994/95 успел посетить все 92 стадиона всего за 237 дней, что даже позволило ему попасть в Книгу рекордов Гиннесса.
Постепенно граундхоппинг распространился за пределы Англии. В 1980-е годы к этому увлечению присоединились болельщики из Германии, а затем и других европейских стран. В Германии было создано множество сообществ и фанзинов, посвященных граундхоппингу. Одним из крупнейших сообществ стала Немецкая ассоциация граундхопперов (V.d.G.D.), которая до сих пор объединяет любителей посещения стадионов.
С течением времени культура граундхоппинга стала развиваться и обрастать новыми традициями, правилами и разновидностями. Например, в Великобритании появился Клуб 38, аналогичный английскому Клубу 92, но охватывающий стадионы Шотландии. В Германии и других странах стали популярны такие формы граундхоппинга, как айсхоппинг (посещение хоккейных матчей) и граундспоттинг (посещение стадионов без обязательного присутствия на матче).

## Граундхоппинг в России
Граундхоппинг, как культурное явление, начал активно развиваться в России с начала 2010-х годов, в это же время был основан сайт, посвящённый этому хобби — Русская Команда. С момента своего создания сайт стал центром притяжения для любителей футбольной культуры, предоставляя информацию о матчах, клубах, стадионах и различных аспектах, связанных с посещением футбольных игр.

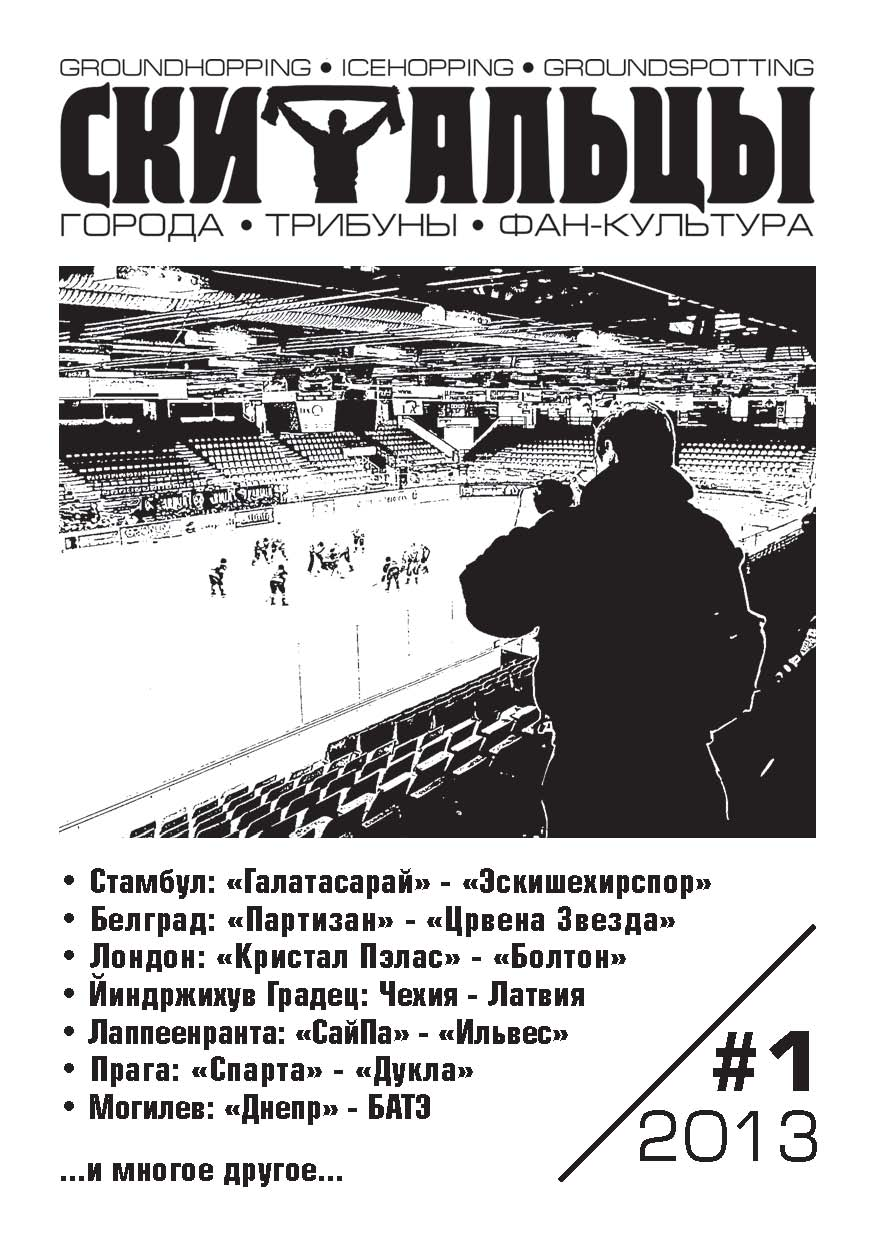
Фанзин «Скитальцы»

Также российские граундхопперы с 2013 года издают фанзин «Скитальцы». Основа каждого номера — репортажи о матчах, посещённых граундхопперами.
Самое популярное сообщество граундхопперов в России на сегодняшний день — Russian Groundhopping League (RGL). Участники данного объединения соревнуются друг с другом в количестве посещённых стадионов за один календарный год, а также активно путешествуют по различным странам, посещая футбольные матчи.

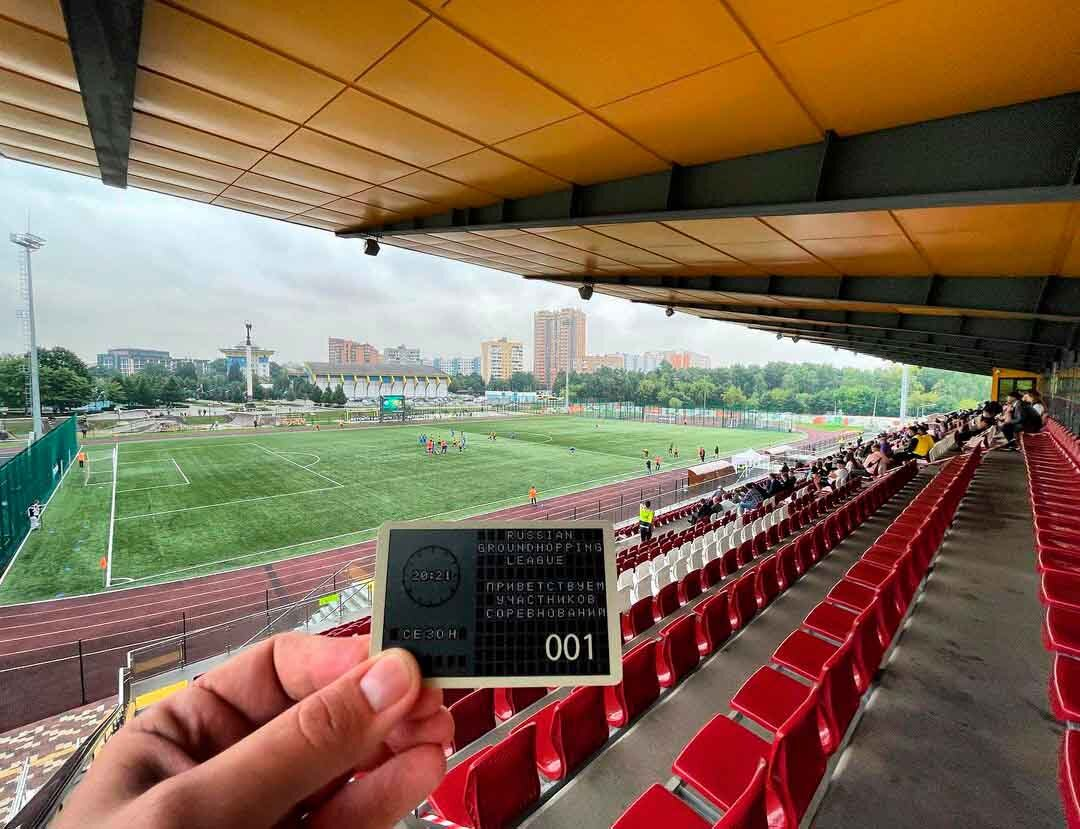
Карточка Russian Groundhopping League

После 24 февраля 2022 года популярное среди граундхопперов приложение Futbology отключило пользователям возможность добавлять матчи российских клубов. Поэтому в 2022 году российскими энтузиастами был запущен сайт ghpr.ru. Данный сайт позволяет просматривать расписание ближайших матчей по всему миру, отмечать посещённые стадионы, делиться достижениями с друзьями и находить единомышленников в фанатском сообществе.